# Brauli Foz i Burgués

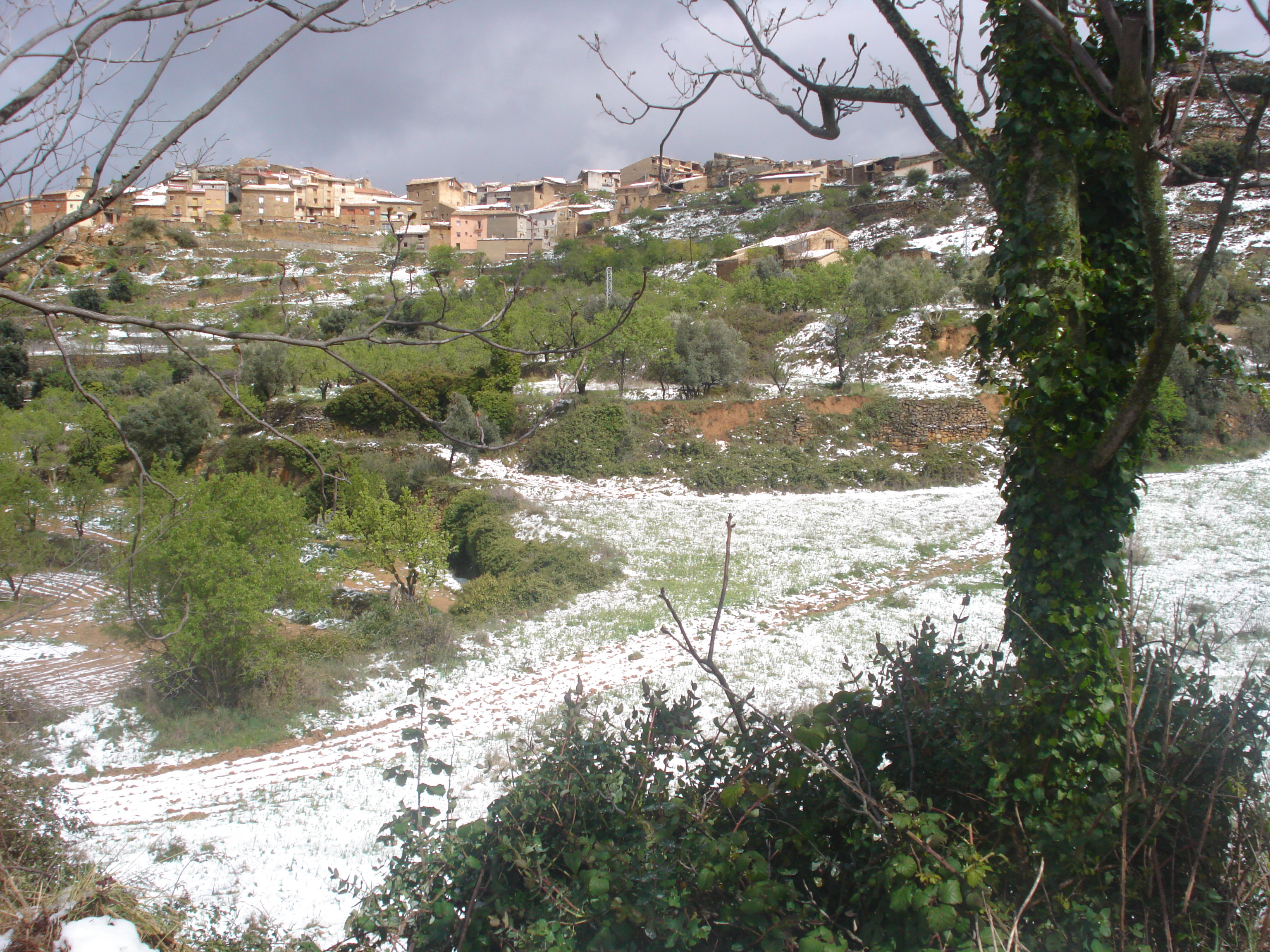
Fórnols de Matarranya, poble on va néixer Brauli Foz

Brauli Foz i Burgues (Fórnols de Matarranya, Terol, 1791 - Borja (Aragó), 1865) fou un escriptor i periodista aragonès.
Quan era infant sentí gran aversió per l'estudi, però l'afecte i obediència que sentia vers els seus pares, l'obligaren a traslladar-se a Calanda, on cursà llatí i el primer any de filosofia. Esclatà la Guerra de la Independència i abandonà els seus estudis per prendre part en aquella lluita. Es va portar tant admirablement que fou felicitat diverses vegades pels seus caps davant de l'exèrcit. Més tard fou fet presoner a Lleida i expatriat a França, on, reflexionant sobre la seva trista situació, es consagrà a l'estudi com a únic recurs, i s'hi aficionà tant de veritat que adquirí grans coneixements en astronomia, geografia, història i llengües, i va obtenir una plaça de catedràtic al col·legi de Boissy a París. Allà ensenyà successivament llatí, francès i grec, però enyorava el seu país i hi va poder tornar alguns anys després.
Tornat a Aragó va obtenir una càtedra a Osca en reeixir les oposicions. Hi va renunciar pel seu delicat estat de salut, i es va retirar a Cantavieja, on ensenyà retòrica i llatí. Refet un xic de la seva salut, el 1823 fou nomenat catedràtic de grec a la Universitat de Saragossa. Va haver de renunciar-hi quan Ferran VII va cridar els francesos per consolidar el seu tron, i tornà novament a França, on va romandre fins al 1834, sense assolir integrar-se a la seva càtedra fins a l'any següent (1835). El 1837 començà a publicar El Eco de Aragón, després d'empassar-se no poques amargures per la defecció d'algun amic. El 1862 va presidir els Jocs Florals de Barcelona. Es va jubilar el 1865 i al cap de poc temps va morir.
Va escriure moltes obres de lingüística, geografia, història, política i poesies que testifiquen la seva profunda erudició i singular cultura. Entre elles cal citar: Derecho natural, civil, político y de gentes; El verdadero derecho natural; Comentarios de la Ley natural de Volney; Historia de Aragón; Carta de un filosofo sobre el hecho natural de la Religión; Método para estudiar y ensenyar la llengua griega; Vida de Pedro Saputo; Arte latino; Literatura griega; Definiciones de literatura; Sobre los caracteres de Jesucristo; Tierra i cielo; Opiniones del Purgatorio, i el drama El testimonio de don Alfonso "el Batallador". Va col·laborar a la Revista de Cataluña (1862-63), on va publicar estudis com De la lengua catalana, Los poetas catalanes i Del origen de las lenguas. Deixà moltes obres inèdites.